# Museo Bizantino de Veria
El Museo Bizantino de Veria es uno de los museos de Grecia de la región de Macedonia Central. La primera exposición permanente del museo se inauguró en 2002.
Se encuentra ubicado en un edificio industrial histórico de cuatro pisos que fue edificado entre 1908 y 1911 y que tuvo una función de molino harinero hasta la década de 1960. Un incendio en 1981 quemó gran parte del edificio pero por su valor histórico se decidió restaurarlo y convertirlo en museo.

## Colecciones
El museo contiene una colección de objetos bizantinos, posbizantinos y otomanos procedentes principalmente del área de la ciudad de Veria. Entre ellos se encuentran mosaicos, recipientes de cerámica, miniaturas, frescos, iconos, manuscritos, tallas de madera, monedas, lápidas y elementos arquitectónicos. 
La exposición permanente está organizada en varias secciones: 
En la primera planta la exposición se centra en los elementos de la cultura bizantina relacionados con Veria, ciudad de la periferia del imperio pero que contó con una notable riqueza monumental. Entre otros aspectos, se exponen las relaciones religiosas, artísticas y comerciales entre Veria y los principales focos de la cultura bizantina, como Constantinopla, Tesalónica y Kastoriá. Otra subsección se dedica a la pintura posbizantina y otra a la actividad de los artistas.
La segunda planta está dedicada a la vida de la ciudad y la vida privada a través de sus monumentos. Se expone la evolución de la ciudad, su planificación urbana, la organización administrativa y eclesiástica, las actividades cotidianas de sus habitantes, y los usos funerarios.
La tercera planta está dedicada al culto religioso y recoge aspectos como la estructura de los edificios de culto, los elementos decorativos y simbólicos y la comunicación del hombre con lo divino.
|                                                 |
| Representación de San Juan Bautista (siglo XV). |

|                                       |
| El nacimiento de Cristo (hacia 1400). |

|                         |
| San Nicolás (siglo XV). |

|                                          |
| Virgen «rosa imperecedera» (siglo XVIII) |